# 德尔莫特陨石坑
德尔莫特陨石坑（Delmotte）是位于月球正面东北部的一座年轻撞击坑，约形成于32-11亿年前的爱拉托逊纪，其名称取自法国天文学家加布里埃尔·德尔莫特（1876年-1950年），1935年被国际天文学联合会正式接受。

## 描述

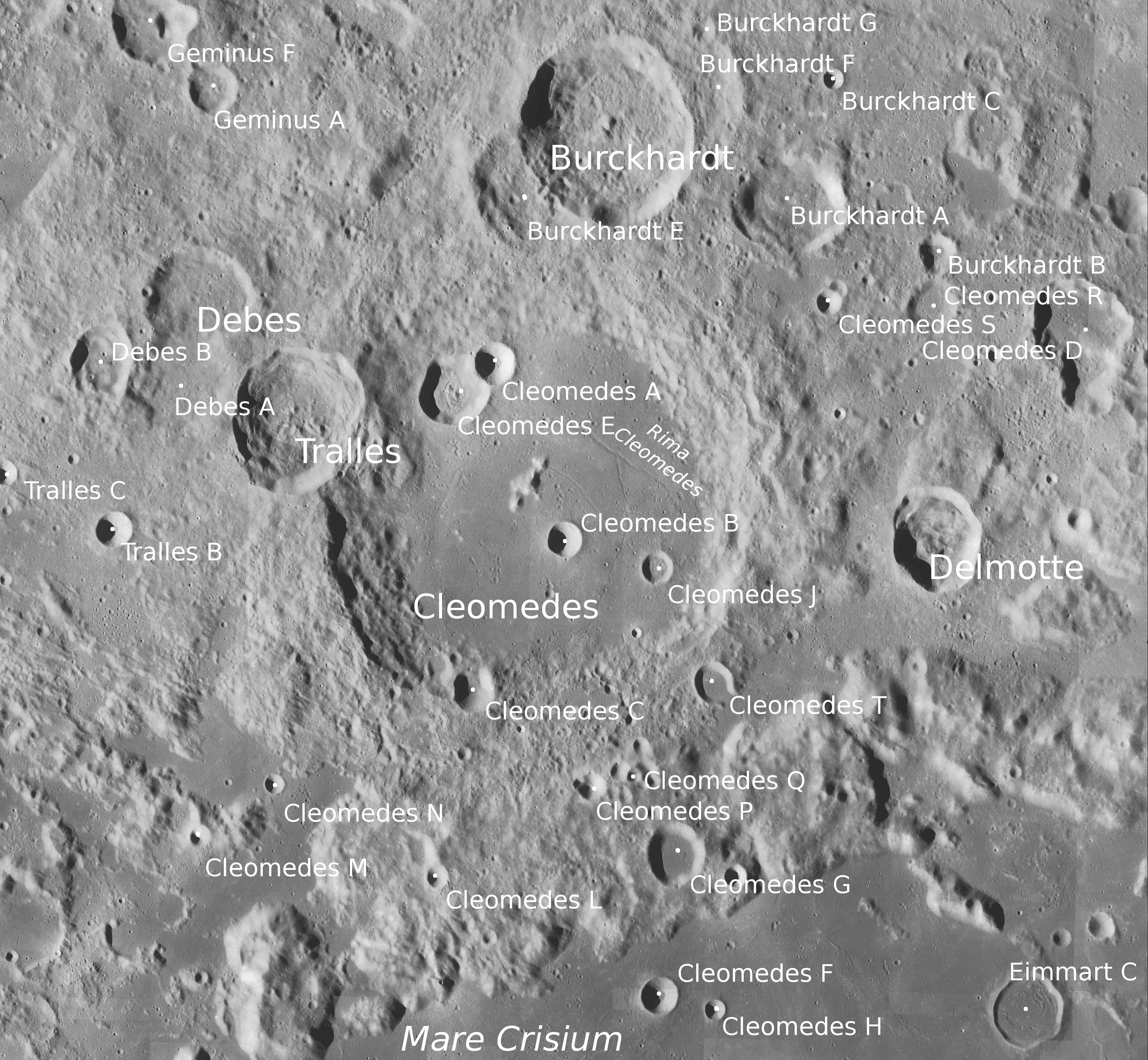
德尔莫特陨石坑的周边，月球勘测轨道飞行器拍摄。

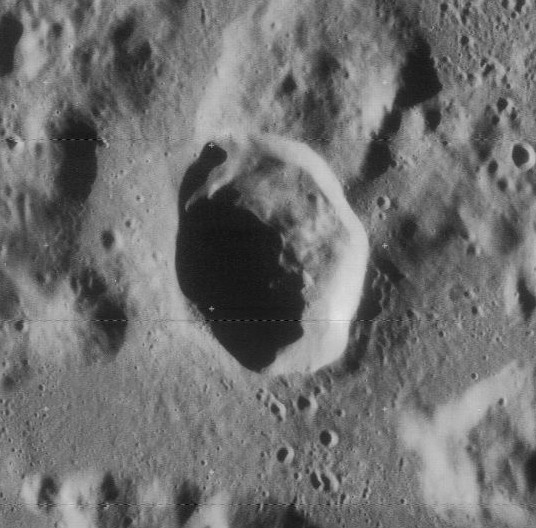
月球轨道器4号拍摄的斜视图

该陨坑西侧靠近巨大的克莱奥迈季斯环形山、西北和东北分别毗邻较大的布尔克哈特环形山和艾因马尔特陨石坑，平坦的危海坐落在它的南面、东南则延伸着绵长的蛇海。
该陨坑中心月面坐标为27°10′N 60°12′E / 27.16°N 60.20°E，直径32.16公里，深约2.052公里。
德尔莫特陨石坑外观轮廓略大致圆状，但边缘较为参差，坑壁几乎未受到侵蚀、磨损，壁沿峻峭突兀，内侧坡狭窄陡立。从西北壁向东北延伸出一道笔直的深壑。该陨坑坑壁最大高出周边地形表面940米，内部容积约有721.90立方千米。坑底表面相对平坦，分布有数处高反照率的区域，尤其是靠北侧内壁的一处分外醒目，中心点附近矗立着一座高约800米的
中央峰。

## 另请参阅
- Andersson, L. E.; Whitaker, E. A. . NASA RP-1097. 1982.
- Blue, Jennifer. . USGS. July 25, 2007  [2007-08-05]. （原始内容存档于2013-02-13）.
- Bussey, B.; Spudis, P. . New York: Cambridge University Press. 2004. ISBN 978-0-521-81528-4.
- Cocks, Elijah E.; Cocks, Josiah C. . Tudor Publishers. 1995. ISBN 978-0-936389-27-1.
- McDowell, Jonathan. . Jonathan's Space Report. July 15, 2007  [2007-10-24]. （原始内容存档于2018-12-25）.
- Menzel, D. H.; Minnaert, M.; Levin, B.; Dollfus, A.; Bell, B. . Space Science Reviews. 1971, 12 (2): 136–186. Bibcode:1971SSRv...12..136M. doi:10.1007/BF00171763.
- Moore, Patrick. . Sterling Publishing Co. 2001. ISBN 978-0-304-35469-6.
- Price, Fred W. . Cambridge University Press. 1988. ISBN 978-0-521-33500-3.
- Rükl, Antonín. . Kalmbach Books. 1990. ISBN 978-0-913135-17-4.
- Webb, Rev. T. W.  6th revised. Dover. 1962. ISBN 978-0-486-20917-3.
- Whitaker, Ewen A. . Cambridge University Press. 1999. ISBN 978-0-521-62248-6.
- Wlasuk, Peter T. . Springer. 2000. ISBN 978-1-85233-193-1.